# Alboraya
Alboraya (em castelhano) ou Alboraia (em valenciano) é um município da Espanha na província de Valência, Comunidade Valenciana. Tem 8,3 km² de área e em 2021 tinha 24 904 habitantes (densidade: 3 000,5 hab./km²).
As condições climáticas e as características da terra nesta zona propiciam a produção de juncinha (Cyperus esculentus), conhecida localmente como chufa, a partir do qual se extrai uma bebida semelhante a leite conhecida como horchata.

## Demografia
| Variação demográfica do município entre 1991 e 2004[carece de fontes?] | Variação demográfica do município entre 1991 e 2004[carece de fontes?] | Variação demográfica do município entre 1991 e 2004[carece de fontes?] | Variação demográfica do município entre 1991 e 2004[carece de fontes?] |
| ---------------------------------------------------------------------- | ---------------------------------------------------------------------- | ---------------------------------------------------------------------- | ---------------------------------------------------------------------- |
| 1991                                                                   | 1996                                                                   | 2001                                                                   | 2004                                                                   |
| 11697                                                                  | 13127                                                                  | 18201                                                                  | 20001                                                                  |